# Altınordu
Ne pas confondre avec le club de football Altınordu SK.
Altınordu (ou Altinordou) est une ville de Turquie anciennement Ordu, district central de la  province d'Ordu, située au bord de la mer Noire. Altınordu est connu pour ses noisettes.
Fondée au Ve siècle av. J.-C. par des Grecs originaires de Sinope, elle se nomme Kotyora. Selon la légende, Xénophon s'y arrête lors de la retraite des Dix Mille.

## Personnalités
- Vahe-Andre Hekimyan